# Harutaro Murakami
Harutaro Murakami (村上 春太郎 Murakami Harutarō?) (2 de enero de 1872-10 de junio de 1947) fue un físico y astrónomo japonés.

## Semblanza
Murakami era el hijo mayor de Shigeyoshi Murakami. Con formación autodidacta en matemáticas, física y química, obtuvo la primera plaza entre los candidatos a un puesto de docente de educación secundaria. Profesor en la Universidad de Doshisa desde 1903, escribió un libro de texto sobre "Principios de la física".
Como astrónomo, fue el autor de un tratado en dos volúmenes sobre la "Teoría del cálculo de las perturbaciones de la Luna". El original de este texto se perdió en un incendio durante la Segunda Guerra Mundial, pero pudo ser recuperado gracias a que en 1923 había intercambiado un ejemplar con el físico británico Oliver Lodge.

## Eponimia
- El cráter lunar Murakami lleva este nombre en su memoria.[1]